# Dragan Veselinov
Dragan Veselinov, cyr. Драган Веселинов (ur. 3 maja 1950 w miejscowości Baranda) – serbski ekonomista, politolog i polityk, założyciel Ludowej Partii Chłopskiej, parlamentarzysta, w latach 2001–2003 minister rolnictwa.

## Życiorys
W 1973 ukończył studia na Wydziale Nauk Politycznych Uniwersytetu w Belgradzie, gdzie w 1979 otrzymał stopień doktora. W 1977 uzyskał nadto magisterium na Wydziale Ekonomicznym. Zajął się działalnością naukową, specjalizując się w ekonomice rolnictwa. Został profesorem na Wydziale Nauk Politycznych macierzystej uczelni.
W 1990 został przewodniczącym Ludowej Partii Chłopskiej, pełnił tę funkcję do 2002, kiedy to zastąpił go Marijan Rističević. W 1996 stanął na czele współtworzonej przez to ugrupowanie Koalicji Wojwodiny. Zasiadał w Zgromadzeniu Narodowym, brał udział w powołaniu Demokratycznej Opozycji Serbii.
Od 25 stycznia 2001 do 1 lipca 2003 sprawował urząd ministra rolnictwa, leśnictwa i gospodarki wodnej w rządach Zorana Đinđicia i Zorana Živkovicia. Ustąpił pod presją opinii publicznej, gdy kierowca jego samochodu służbowego, którym polityk podróżował, spowodował wypadek, w którym zginęła jedna osoba. Dragan Veselinov wycofał się z działalności politycznej, powracając do pracy naukowej.